# Liste des œuvres publiques de Turku
La liste des statues et monuments mémoriaux de Turku comprend tous les ouvrages situés dans les rues, les places et les parcs de Turku en Finlande.

## Liste des œuvres
| Nom                                                           | Lieu                                                                    | Auteur                        | Année | Image |
| ------------------------------------------------------------- | ----------------------------------------------------------------------- | ----------------------------- | ----- | ----- |
| Aino                                                          | Parc Asemapuisto 60° 27′ 12,3″ N, 22° 15′ 14,6″ E                       | Matti Haupt                   | 1951  |       |
| Ajan virta                                                    | Ancienne grande place du marché                                         | Kain Tapper                   | 2000  |       |
| Erik Julin                                                    | 5, rue Eskelinkatu 60° 26′ 48″ N, 22° 16′ 09″ E                         | Walter Runeberg               | 1873  |       |
| Suite de Fibonacci                                            | 65, rue Linnankatu                                                      | Mario Merz                    | 1994  |       |
| Fredrik von Rettig                                            | Bibliothèque principale de Turku 60° 27′ 01″ N, 22° 16′ 16″ E           | Walter Runeberg               | 1915  |       |
| Mémorial à G. A. Petrelius                                    | Samppalinnanmäki 60° 26′ 48″ N, 22° 16′ 09″ E                           | Felix Nylund                  | 1915  |       |
| Fontaine G. A. Petrelius                                      | Bibliothèque principale de Turku                                        | Gunnar Finne Armas Lindgren   | 1915  |       |
| Genius ohjaa nuoruutta                                        | Yliopistonmäki                                                          | Wäinö Aaltonen                | 1961  |       |
| Harmonia                                                      | Vierasvenesatama                                                        | Achim Kühn                    | 1996  |       |
| Helmet                                                        | 72, rue Itäinen Rantakatu                                               | Merja Pitkänen                | 2011  |       |
| Statue de Henrik Gabriel Porthan                              | Parc Porthanin puisto 60° 27′ 04″ N, 22° 16′ 32″ E                      | Carl Eneas Sjöstrand          | 1864  |       |
| Hirvi                                                         | Parc Kupittaanpuisto                                                    | Jussi Mäntynen                | 1969  |       |
| Statue de Josef Julius Wecksell                               | Bibliothèque de l'Académie d'Åbo                                        | Yrjö Liipola                  | 1934  |       |
| Kauppa, Teollisuus ja Säästäväisyys                           | Parc Porthanin puisto 60° 26′ 55″ N, 22° 15′ 56″ E                      | Emil Wikström                 | 1891  |       |
| Kissa-Alli                                                    | 6, rue Hämeenkatu                                                       | Viljo Mäkinen                 | 1977  |       |
| Kun ystävyyssuhteet solmitaan                                 | Place Puutori                                                           | Wäinö Aaltonen                | 1955  |       |
| Statue à l'amitié entre Leningrad et Turku                    | Parc Puolalanpuisto                                                     | Antti Louhisto                | 1969  |       |
| Statue de Lénine                                              | Puolalanmäki                                                            | Mihail Anicushin              | 1977  |       |
| Lilja                                                         | Parc Runeberginpuisto                                                   | Wäinö Aaltonen                | 1927  |       |
| Statue de Carl Gustaf Emil Mannerheim                         | Parc de Mannerheim                                                      | Veikko Leppänen Aarne Ehojoki | 1994  |       |
| Myrsky                                                        | 38, rue Itäinen Rantakatu                                               | Wäinö Aaltonen                | 1967  |       |
| Onnenhevonen                                                  | Rue Yliopistonkatu                                                      | Rafael Saifulin               | 2006  |       |
| Statue de Paavo Nurmi                                         | Rue Itäinen Rantakatu                                                   | Wäinö Aaltonen                | 1955  |       |
| Pax                                                           | Bibliothèque principale de Turku 60° 27′ 01″ N, 22° 16′ 16″ E           | Walter Runeberg               | 1893  |       |
| Statue de Per Brahe                                           | 2, rue Rothoviuksenkatu, Parc Brahenpuisto 60° 27′ 06″ N, 22° 16′ 40″ E | Walter Runeberg               | 1886  |       |
| Pilvet                                                        | Coin des rues Läntinen Rantakatu et Ursininkatu                         | Mika Natri                    | 2006  |       |
| Statue de Robert Wilhelm Ekman                                | 15, rue Aurakatu                                                        | Wäinö Aaltonen                | 1927  |       |
| Rumpalit                                                      | Parc Kasarmin puisto                                                    | Niilo Savia                   | 1966  |       |
| Runeberg, Lönnrot, Snellman                                   | Yliopistonmäki                                                          | Harry Kivijärvi               | 1968  |       |
| Soihtu                                                        | Itsenäisyydenaukio                                                      | Terho Sakki                   | 1975  |       |
| Suojattu kasvu                                                | 25, rue Läntinen Rantakatu                                              | Jarkko Roth                   | 1983  |       |
| Turku työllä rakennetaan                                      | Parc Barkerinpuisto, Linnankatu 46                                      | Kari Juva                     | 1987  |       |
| Väinö Tanner                                                  | Place Eetu Salin, Pori                                                  | Kari Juva                     | 2006  |       |
| Mémorial aux héros de la guerre                               | Cimetière de Turku                                                      | Erik Bryggman Jussi Vikainen  | 1953  |       |
| Le quartier de la cathédrale de Turku en 1756 (fi)            | Parc Brahenpuisto                                                       | Bruno Aspelin                 | 1930  |       |
| Tähtiin tähyävät                                              | Myllysilta, Rues Itäinen Rantakatu et Läntinen Rantakatu                | Kari-Petteri Kakko            | 2013  |       |
| Valpuri Innamaan ja Linnantontun kohtaaminen Teatterisillalla | Teatterisilta, 14, rue Itäinen Rantakatu                                | Jan-Erik Andersson            | 1998  |       |
| Statue de Victor Westerholm                                   | Coin des rues Aurakatu et Tornikatu                                     | Wäinö Aaltonen                | 1927  |       |
| Ylös pyhään pyörryttävään korkeuteen                          | Parc de la cathédrale de Turku                                          | Jussi Mäntynen                | 1970  |       |